# NJPW Southern Showdown
NJPW Southern Showdown fue un evento de lucha libre profesional producido por la empresa New Japan Pro-Wrestling (NJPW), que tuvo lugar el 29 y 30 de junio de 2019 desde el Festival Hall en Melbourne, Australia, y el UNSW Roundhouse en Sídney, Australia. El evento que se llevó a cabo en Melbourne fue transmitido en vivo por Fite TV.

## Antecedentes
El 9 de junio de 2019 en el evento de Dominion 6.9 in Osaka-jo Hall, Will Ospreay vence a Dragon Lee coronándose como Campeón Peso Pesado Junior de la IWGP por tercera ocasión y luego del combate, retó a Robbie Eagles por su título. El 10 de junio, se pactó una lucha entre Ospreay y Eagles por el título.

## Resultados

### NJPW Southern Showdown in Melbourne
En paréntesis se indica el tiempo de cada combate:
- Ren Narita, Shota Umino y Toa Henare derrotaron a Andrew Villalobos, Mark Tui y Michael Richards (10:08).
  - Henare cubrió a Villalobos después de un «Toa Bottom».
- Slex derrotó a Aaron Solow (9:07). 
  - Slex cubrió a Solow después de un «Rolling High Kick».
- CHAOS (Yoh & Toru Yano) derrotaron a Bullet Club (Gino Gambino & Taiji Ishimori) (9:40).
  - Yano cubrió a Gambino después de un «School Boy».
- CHAOS (Tomohiro Ishii & YOSHI-HASHI) derrotaron a Bullet Club (Chase Owens & Yujiro Takahashi) (9:47).
  - Ishii cubrió a Owens después de un «Vertical drop brain-buster».
- El Phantasmo derrotó a Rocky Romero y retuvo el Campeonato Peso Crucero Británico (18:45). 
  - El Phantasmo cubrió a Romero después de un «CR 2».
- Guerrillas of Destiny (Tama Tonga & Tanga Loa) derrotaron a Juice Robinson & Mikey Nicholls y retuvieron el Campeonato en Parejas de la IWGP (11:20). 
  - Tonga cubrió a Nicholls después de un «School Boy».
  - El Campeonato Mundial en Parejas de ROH de Tonga y Loa no estaba en juego.
- Will Ospreay derrotó a Robbie Eagles y retuvo el Campeonato Peso Pesado Junior de la IWGP (30:04).
  - Ospreay cubrió a Eagles después de un «Stormbreaker».
- Kazuchika Okada y Hiroshi Tanahashi derrotaron a Bullet Club (Bad Luck Fale & Jay White) (19:55).
  - Okada cubrió a Fale después de un «Rainmaker».

### NJPW Southern Showdown in Sydney
En paréntesis se indica el tiempo de cada combate:
- Michael Richards y Andrew Villalobos derrotaron a Stevie Filip y Tome Filip (6:55).
  - Richards forzó a Tome a rendirse con un «Boston Crab».
- Rocky Romero derrotó a Tony Kozina (10:35).
  - Romero forzó a Kozina a rendirse con un «Arm-bar».
- Jack Bonza derrotó a Mick Moretti (11:00).
  - Bonza cubrió a Moretti después de un «Vertical drop Falcon Arrow».
- Chase Owens derrotó a Aaron Solow (12:20).
  - Owens cubrió a Solow después de un «Package Piledriver».
- Juice Robinson, Mikey Nicholls y Toru Yano derrotaron a Bullet Club (Gino Gambino, Tama Tonga & Tanga Loa) (9:30).
  - Yano cubrió a Gambino después de un «School Boy».
- Tomohiro Ishii derrotó a Toa Henare (12:30).
  - Ishii cubrió a Henare después de un «Vertical drop brain-buster».
- Kazuchika Okada, Hiroshi Tanahashi y Will Ospreay derrotaron a Bullet Club (Robbie Eagles, Bad Luck Fale & Jay White) (15:10).
  - Ospreay cubrió a Eagles después de un «Stormbreaker».
  - Después de la lucha, White atacó a Ospreay con una silla y le exigió a Eagles que continuara el ataque pero este último se rehusó y terminó defendiendo a Ospreay. Finalmente, Eagles abandonó al Bullet Club y se unió a CHAOS.[6]